# Jean Daniel
Jean Daniel   (Blida, 21 de juliol de 1920 - 7è districte de París, 19 de febrer de 2020) fou un periodista francès.

## Biografia
Originari d'una família jueva sefardita, era l'onzè i últim fill de Jules Bensaïd, el qual va passar de ser un simple obrer a un ric fabricant de farina.
Començà els seus estudis universitaris a Algèria, però els acabà a la ciutat de París on obtingué la llicenciatura en filosofia per la Universitat de La Sorbona.
Enrolat en les Forces franceses lliures, va ser sergent major en la divisió Leclerc, i va participar durant la Segona Guerra Mundial en les campanyes de la Normandia, de París i d'Alsàcia, i va arribar a ser reconegut amb la Creu de Guerra.
Fundà la revista cultural Caliban, apadrinada per Albert Camus, per posteriorment dirigir la seva atenció vers l'ensenyament, al qual es dedicà primer a París, fins al 1952, i després a Orà. Després d'entrar a formar part de la Societat general de la Premsa, decidí dedicar-se en exclusiva al periodisme. El seu primer article apareix al diari L'Express l'1 de novembre de 1954, dia que començà la guerra d'Algèria. Daniel havia manifestat des de temps enrere la necessitat de mantenir negociacions amb el FLNA, la qual cosa l'havia dut a distanciar-se del seu amic Albert Camus. Des de 1957 a 1962 fou corresponsal de premsa del setmanari nord-americà The New Republic.
Els seus articles poc favorables a la causa de l'Algèria francesa li van valer ser catalogat durant un temps com a funcionari secret del FLNA i va ocasionar el segrest del diari L'Express diverses vegades. També li van valer dues inculpacions per atemptar contra la seguretat interior i exterior de l'Estat. Daniel va rebutjar signar el manifest dels 121, que jutjava justificat el rebuig a prendre les armes contra el poble algerià i la conducta dels francesos que mostraven la seva obligació d'aportar ajuda i protecció als algerians oprimits en nom del poble francès; aquest manifest no comportava cap disposició que protegís als francesos d'Algèria. Quan el general Charles de Gaulle retornà a la política el 13 de maig de 1958 i va apostar, sense expressar-ho directament, per la independència d'Algèria, Daniel va aplaudir la idea.
Posteriorment formà part de la redacció del diari Le Monde, abans d'acompanyar a Claude Perdriel i Gilles Martinet en la transformació de France-Observateur en el Nouvel Observateur, del qual es va convertir en redactor en cap el 1965 i en director el 1978.
Membre del Consell Superior de l'Agència France-Presse (AFP), el 2004 fou guardonat amb el Premi Príncep d'Astúries de Comunicació i Humanitats.

## Obres
- 1952: l'Erreur ou la Seconde Vie de Sylvain Regard
- 1973: le Temps qui reste, essai d'autobiographie professionnelle
- 1977: le Refuge et la source, carnets autobiographiques
- 1979: l'Ère des ruptures (Grasset)
- 1986: De Gaulle et l'Algérie : la tragédie, le héros et le témoin (Le Seuil)
- 1988: les Religions d'un président : regards sur les aventures du mitterrandisme
- 1989: Cette grande lueur à l'Est
- 1992: la Blessure suivi de le Temps qui vient, carnets autobiographiques (Grasset)
- 1994: l'Ami anglais (Grasset)
- 1995: Voyage au bout de la nation (Le Seuil)
- 1996: Dieu est-il fanatique ? Essai sur une religieuse incapacité de croire (Arléa)
- 1998: Avec le temps : carnets 1970-1998, carnets autobiographiques (Grasset)
- 2000: Soleils d'hiver : carnets 1998-2000, carnets autobiographiques (Grasset)
- 2002: Lettres de France : après le 11 septembre (Saint-Simon)
- 2002: Œuvres autobiographiques (Grasset)
- 2003: la Guerre et la paix : Israël-Palestine : chroniques, 1956-2003 (Odile Jacob)
- 2003: la Prison juive : humeurs et méditations d'un témoin (Odile Jacob)
- 2004: Cet étranger qui me ressemble (Grasset)[1]